# Buscador Brave
Brave Search és un motor de cerca desenvolupat per Brave Software, Inc., que està establert com a motor de cerca predeterminat per als usuaris del navegador web Brave en determinats països.
Brave Search és un motor de cerca desenvolupat per Brave Software, Inc. i llançat en versió beta el març de 2021, després de l'adquisició de Tailcat, un motor de cerca centrat en la privadesa de Cliqz. Brave Search pretén utilitzar el seu índex independent per generar resultats de cerca. No obstant això, l'usuari pot permetre que el navegador Brave comprovis Google de manera anònima per a la mateixa consulta.
Brave Search afirma que finalment oferirà cerca gratuïta amb anuncis, així com opcions de cerca de pagament sense anuncis. S'espera per explorar la possibilitat de compartir els ingressos de BAT a aquests anuncis de manera similar a la plataforma d'anuncis Brave.
L'octubre de 2021, Brave Search es va convertir en el motor de cerca predeterminat per als usuaris del navegador Brave als Estats Units, Canadà, Regne Unit (en substitució de Google Search), França (en substitució de Qwant) i Alemanya (en substitució de DuckDuckGo).
El juny de 2022, Brave Search va acabar la seva fase beta i es va llançar completament. A més del llançament, es va afegir la nova funció Goggles que permet als usuaris aplicar les seves pròpies regles i filtres a les consultes de cerca.
La cerca valenta té diverses funcions dissenyades per millorar l'experiència de cerca dels usuaris:
- Brave Search utilitza el seu propi índex web. Al maig de 2022, cobria més de 10.000 milions de pàgines i es va utilitzar per mostrar el 92% dels resultats de la cerca sense dependre de tercers, i la resta es recuperava del costat del servidor de l'API de Bing o (s'hi acceptava) del costat del client de Google.[8] Segons Brave, l'índex es va mantenir "intencionadament més petit que el de Google o Bing" per tal d'ajudar a evitar el correu brossa i altres continguts de baixa qualitat, amb l'inconvenient que "Brave Search encara no és tan bo com Google per recuperar la cua llarga". consultes".[8]
- Brave Search Premium: els usuaris poden, opcionalment, crear un compte amb Brave Search Premium per donar suport a Brave Search directament i proporcionar resultats de cerca independents i imparcials. Brave Search és actualment un lloc web sense anuncis, però finalment canviarà a un nou model que inclourà anuncis i els usuaris premium tindran una experiència sense anuncis.[9]
- Recollida de dades d'activació: les dades d'usuari, incloses les adreces IP, no es recullen dels seus usuaris de manera predeterminada. Cal un compte premium per a la recollida de dades activada.[9]
- Debats: una funció que mostra converses relacionades amb la consulta de cerca, com ara comentaris al lloc web Reddit.[10] Quan un usuari cerca i es desplaça cap avall, si està disponible, hi haurà una secció de debats que contindrà diversos fòrums on l'usuari pot fer clic en un per veure la resposta d'un usuari d'una comunitat en línia.
- Ulleres: una característica que permet als usuaris aplicar les seves pròpies regles i filtres a una cerca.[11]